# 弗洛里安·韦尔布罗克
弗洛里安·韦尔布罗克（德語：Florian Wellbrock，1997年8月19日—）生于不来梅州不来梅，是一名德国男子游泳运动员，主攻长距离自由泳。韦尔布罗克8岁时开始练习游泳。韦尔布罗克8岁时在家乡开始练习游泳，当时他的教练是Harald Wolf。为了更好地备战，他于17岁时离开了家乡，2015年冬，他更辍学。
韦尔布罗克曾有一个名为Franziska的姐姐，她于2006年年底去世。他的妻子莎拉同样是一名主攻中长距离自由泳的游泳运动员，两人于2022年1月结婚。